# Albert E. Smith

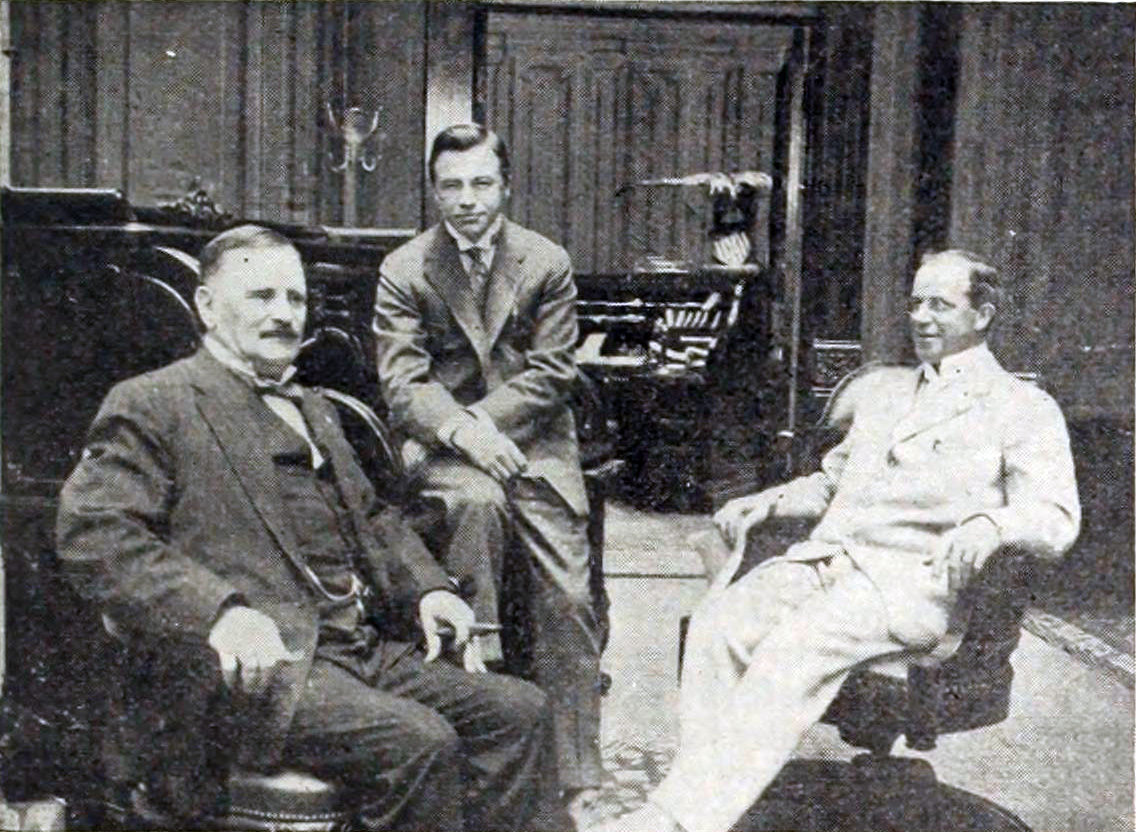
William T. Rock, Albert E. Smith e J. Stuart Blackton (1916)

Albert Edward Smith (4 de junho de 1875 – 1 de agosto de 1958) foi um diretor, produtor e roteirista britânico naturalizado norte-americano, assim como um ator em seus filmes nos primórdios do cinema mudo. Ele fundou a Vitagraph Studios com seu parceiro de negócios James Stuart Blackton em 1897. Smith nasceu na Faversham, Kent, Inglaterra, em 1875 e faleceu em Hollywood, Califórnia, Estados Unidos, em 1958.